# Southpaw (boxningsstil)
Southpaw är en boxningsterm för den normala hållningen för en vänsterhänt boxare. Boxaren har sin högra hand och fot först framåt mot motståndaren och kan jabba med raka högerslag för att vid tillfälle slå ett hårt och tungt slag med sin starkare vänsternäve, oftast en så kallad krok. Motsvarande term för en högerhänt boxare är ortodox och är i allmänhet en spegelbild av southpawstilen.

## Etymologi
Rakt översatt betyder "southpaw" ungefär "sydtass". Uttrycket kommer från baseboll där vänsterhänta kastare (pitchers) kallades "southpaws" eftersom basebollplanerna normalt var orienterade så att en vänsterhänt kastare hade kastarmen mot söder. Basebollplanerna orienterades så för att slagmannen skulle stå vänd österut och därmed slippa att få eftermiddagssolen i ansiktet. En "southpaw" kom sedan att betyda vänsterhänt i allmänhet.

## Boxare
Exempel på boxare som boxar/har boxats med southpawstilen:
- Manny Pacquiao
- Carmen Basilio
- James J. Corbett
- Marvin Hagler, egentligen högerhänt men valde ändå southpaw. Kunde växla till ortodox stil under match.
- Oscar de la Hoya
- Pernell Whitaker
- Audley Harrison
- Rocky Balboa, fiktiv boxare från Rockyfilmerna.